# John Julius Norwich
John Julius Cooper, 2. vikont Norwich CVO (15. rujna 1929.) — poznat i kao John Julius Norwich je engleski povjesničar, putopisac i televizijski voditelj.
Sin je engleskog konzervativnog političara i diplomata Duffa Coopera i lady Dijane Olivije Winifred Maud Manners, engleske glumice i pripadnice socialité. Njegov otac je 1952. kao priznanje za njegov književni i politički rad dobio naslov Vikont Norwich. Nakon očeve smrti 1954., naslijedio je taj naslov i u svezi s njime, mjesto u Domu lordova.

## Djela
Poznati su njegovi radovi o Bizantskom Carstvu i Kraljevstvu Dviju Sicilija.
- Mount Athos  (John Julius Norwich, Reresby Sitwell), 1966.
- The Normans in the South i The Kingdom in the Sun, on Norman Sicily, kasnije reizdano kao The Normans in Sicily, 1992 (The Normans in the south,1016–1130; izvorno izdanje ,1967.—The kingdom in the sun, 1130–1194; 1970.) ISBN 0140152121
- Sahara, 1968.
- A History of Venice, 1981. ISBN 0-679-72197-5
- The Architecture of Southern England, 1985. ISBN 978-0333-220-375
- Fifty Years of Glyndebourne, 1985. ISBN 0224023101
- A Taste for Travel, 1985. ISBN 0333384342
- Byzantium; v. 1: The Early Centuries, 1988 .ISBN 0-670-80251-4
- Venice: a Traveller's Companion (antologija, ur. lord Norwich), 1990. ISBN 0094675503
- Byzantium; v. 2: The Apogee, 1992. ISBN 0-394-53779-3
- Byzantium; v. 3: The Decline and Fall, 1995. ISBN 0-670-82377-5
- A Short History of Byzantium, 1997. ISBN 0-679-45088-2
- The Twelve Days of Christmas (ilustrirao Quentin Blake), 1998. ISBN 038541028X
- Shakespeare's Kings: the Great Plays and the History of England in the Middle Ages: 1337-1485, 2000. ISBN 0-684-81434-X
- The Middle Sea: a History of the Mediterranean, 2006. ISBN 0-385-51023-3
- Trying to Please, (autobiografija), 2008. ISBN 9781904349587
- Christmas Crackers
- More Christmas Crackers
- The Big Bang : Christmas Crackers, 2000-2009, 2010. ISBN 9781904349846
- Paradise of Cities, Venice and Its Nineteenth-century Visitors, 2003. ISBN 0-670-89401-X
- The Great Cities in History (ur.), 2009. ISBN 978-0-500-25154-6